# Aliçopehlivan, İpsala
Aliçopehlivan là một xã thuộc huyện İpsala, tỉnh Edirne, Thổ Nhĩ Kỳ. Dân số thời điểm năm 2011 là 1.948 người.